# Olle Sääw

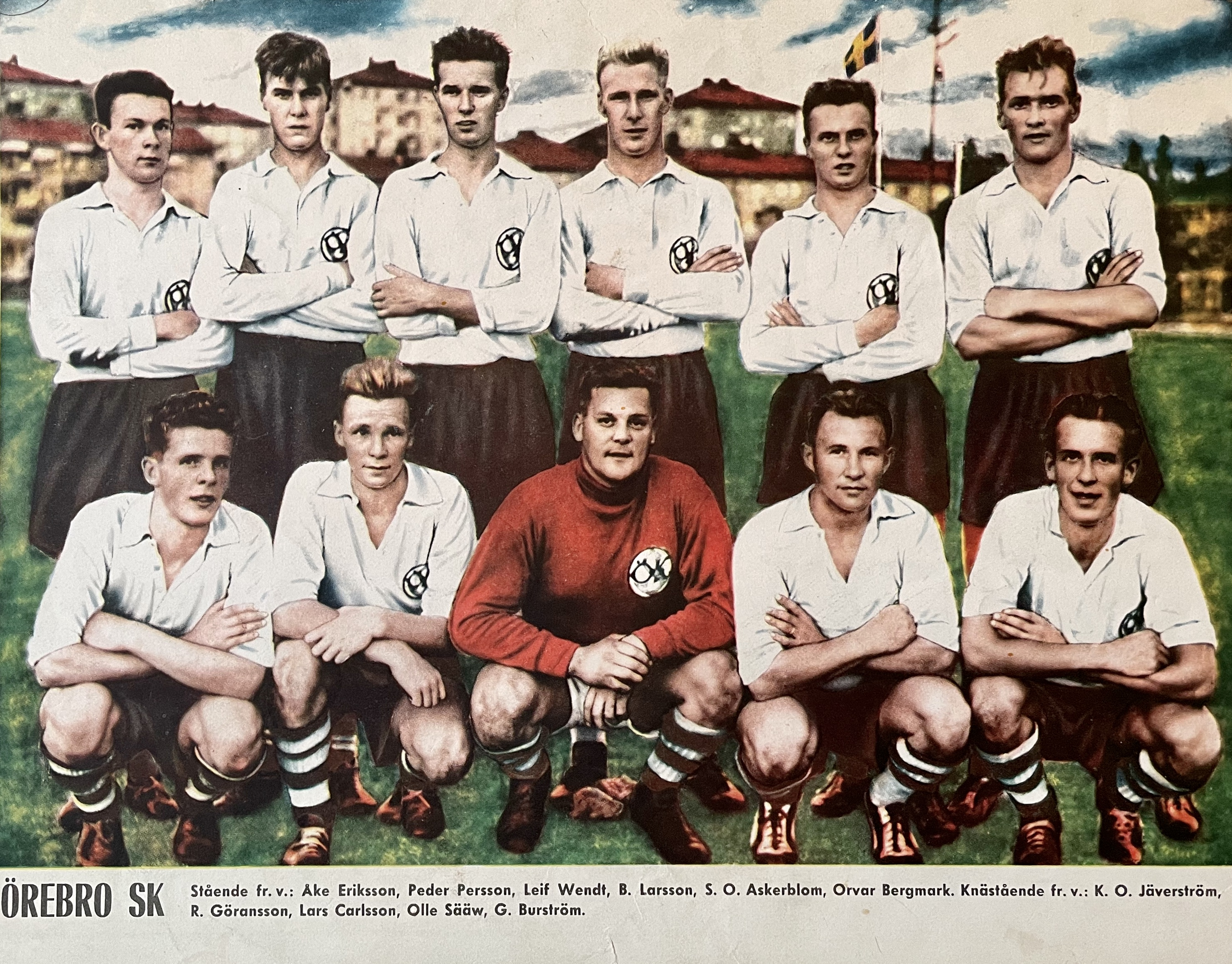
Örebro SK 1958 med spelare som Olle Sääw (knästående näst längst till höger), Gunnar Burström (knästående längst till höger), målvakten Lars Carlsson, Leif Wendt och Orvar Bergmark (stående längst till höger).

Olle Sääw, folkbokförd Johan Olov Sääv, född 26 januari 1928 i Örebro, död 27 augusti 2015 i Almby församling, Örebro, var en svensk tidigare fotbolls- och bandyspelare som spelade för Örebro SK under 1950- och 1960-talen. 
I fotboll spelade han back och bildade tillsammans med bland andra Orvar Bergmark försvar i Örebro SK. 
I bandy spelade han forward/inner, och debuterade för Örebro SK den 1 januari 1946. Han är känd som "Mr. Bandy". Han var med och tog OS-guld i bandy 1952, då bandyn var en uppvisningsgren.
Han avslutade bandykarriären med SM-guld 1967 , då han valdes till bästa spelare.